# فوميو غوتو
فوميو غوتو (باليابانية: 後藤 文夫 غوتو فوميو ) (7 مارس 1884 - 1 مايو 1980) سياسي ياباني شغل منصب رئيس الوزراء الياباني مؤقت.